# Praise You
Singles de Fatboy Slim
Gangster Trippin
(1998) Right Here, Right Now
(1999)
Pistes de You've Come a Long Way, Baby
You're Not from Brighton
(08) Love Island
(03)
Praise You est une chanson du musicien britannique de musique électronique Fatboy Slim, provenant de son deuxième album You've Come a Long Way, Baby. Elle a fait l'objet d'une sortie sous forme de single en 1999.

## Historique
Praise You est la huitième piste de l'album You've Come a Long Way, Baby et la troisième à sortir en single, en 1999. Elle atteint la première place du UK Singles Chart en janvier 1999.
En 2006, Praise You est incluse sur la compilation de Fatboy Slim The Greatest Hits - Why Try Harder.
La piste est également présente dans la bande sonore de plusieurs films et séries télévisées, comme Sexe intentions (elle fait d'ailleurs partie de la bande originale de ce film éditée en disque), Sex and the City et Buffy contre les vampires.

## Structure
La chanson sample plusieurs artistes ; en particulier, le sample vocal principal provient de l'ouverture de Take Yo' Praise de Camille Yarbrough,. Le pont musical sample également le thème de la série animée T'as l'bonjour d'Albert.

## Pistes
Le single est sorti sous la forme d'un vinyl 12″ et d'un CD. Il contient les pistes suivantes :
1. Praise You
2. Sho Nuff
3. The Rockafeller Skank (Mulder's Urban Takeover remix)

## Clip
Le clip de Praise You est dirigé par le réaliseur de vidéo clip Spike Jonze. Jonze apparait dans le film sous le pseudonyme de Richard Koufey, accompagné d'un groupe de danse fictif, le Torrance Community Dance Group.
Le clip est tourné devant un cinéma de Westwood, à Los Angeles, in situ, sans l'autorisation des propriétaires du lieu et au milieu de la foule. Jonze et son groupe dansent sur Praise You (diffusé live sur un radiocassette) sous le regard des spectateurs étonnés ; le directeur du cinéma tente à un moment d'éteindre leur musique. Fatboy Slim est par ailleurs présent parmi les spectateurs.
Jonze obtient l'idée d'une telle vidéo pour The Rockafeller Skank, mais n'a pas alors la possibilité de travailler avec Fatboy Slim. Il enregistre néanmoins une prestation solo qu'il donne en cadeau à Fatboy Slim ; celui-ci l'apprécie tellement que Jonze reçoit l'autorisation de tourner la vidéo officielle de Praise You dans des conditions équivalentes. Elle aurait coûté 800 $ à produire, essentiellement pour le radiocassette et la nourriture de l'équipe.
Le clip obtient trois prix importants au MTV Video Music Awards de 1999 : meilleure découverte, meilleure direction (attribuée au Torrance Community Dance Group) et meilleure chorégraphie (pour Richard Koufey et Michael Rooney). Il est également nommé pour le meilleur clip dance.

## Classements
- 1er : Royaume-Uni (UK Singles Chart, du 10 au 16 janvier 1999) ;
- 2e : États-Unis (Billboard Modern Rock Tracks) ;
- 36e : États-Unis (Billboard Hot 100).